# Osmaniye
Osmaniye è un comune di 200.000 abitanti circa, capoluogo dell'omonimo distretto, situato nella provincia di Osmaniye, in Turchia.